# Carmen Hart
Carmen Hart (Lumberton, Carolina del Norte, 12 de marzo de 1984) es una actriz pornográfica estadounidense.

## Biografía
Carmen Hart creció en Carolina del Norte siendo completamente de ascendencia Lumbee, tribu Nativa Americana. Nació en una familia Cristiana, pero ha dicho que su familia no era muy estricta. A los 15 años perdió la virginidad. Carmen atribuyó a la película Striptease como su inspiración para comenzar con el streaptease.
Hart ganó el concurso regional Hawaiian Tropic en 2004.
Una noche condujo hasta Fayetteville, Carolina del Norte y se detuvo en el primer club de streaptease que vio. Luego de trabajar ahí por un tiempo, decidió retirarse y regresar a su vida normal. Los problemas de dinero la forzaron a regresar al negocio del streaptease. Trabajó en numerosos clubs durante ese tiempo.
En octubre de 2005, Carmen firmó un contrato con Wicked Pictures por 2 años.
Ha declarado que es bisexual.

## Premios
- 2007 Premios AVN Mejor Escena de Sexo Grupal (Película) – FUCK (con Katsumi, Kirsten Price, Mia Smiles, Eric Masterson, Chris Cannon, Tommy Gunn y Randy Spears)[5]
- 2007 Bailarina Exótica del Año[6]
- 2007 20 Actrices Top de Adultcon[7]
- 2009 Premios AVN Nominada a mejor actriz, por Fired[8]